# Archytas zikani
Archytas zikani là một loài ruồi trong họ Tachinidae.